# Mamadou Tall
Mamadou Tall, né le 4 décembre 1982 à Attecoubé (Côte d'Ivoire) est un footballeur burkinabé, qui évolue au poste de défenseur.

## Palmarès
- Liga Vitalis  (D2 portugaise) :
  - Vice-champion en 2009 (UD Leiria).